# Rabivere
Rabivere – wieś w Estonii, prowincji Rapla, w gminie Kohila.